# علي لوروا
علي لوروا (بالإنجليزية: Ali LeRoi)‏ هو منتج أفلام وكاتب سيناريو ومنتج تلفزيوني وكاتب وممثل أمريكي، ولد في 12 فبراير 1962 بشيكاغو في الولايات المتحدة. من الجوائز التي نالها جائزة إيمي.

## جوائز
- جائزة إيمي

## وصلات خارجية
- علي لوروا على موقع IMDb (الإنجليزية)
- علي لوروا على موقع ألو سيني (الفرنسية)
- علي لوروا على موقع أول موفي (الإنجليزية)
- علي لوروا على موقع ديسكوغز (الإنجليزية)
- علي لوروا على موقع قاعدة بيانات الفيلم (الإنجليزية)
- علي لوروا على موقع كينوبويسك (الروسية)